# Planartransistor
Ein Planartransistor ist ein nach seiner Herstellungstechnik benannter Transistortyp. Diese Bauform wurde erstmals 1959 von Jean Hoerni (Mitarbeiter von Fairchild) für einen Bipolartransistor vorgestellt, im selben Jahr wurden Patente zu dem Transistor und der Herstellungstechnik, dem Planarprozess, eingereicht.

Vereinfachte Schnittdarstellung eines Planartransistors

Bei Planartransistoren befinden sich alle elektrisch aktiven Bereiche (Kollektor C, Basis B und Emitter E) oberflächennah im Inneren eines ebenen Halbleiterkristalles (der Prototyp nutzte bereits Silizium). Bereits bei der Herstellung der unterschiedlich dotierten Bereiche durch Diffusion werden diese elektrisch sensiblen Bereiche durch ein oberflächliches Oxid (Siliziumdioxid) geschützt (Eine Entdeckung die auf Martin M. Atalla zurückgeht). Dieses Oxid wurde, anders als bei Mesatransistoren – der bis dahin üblichen Bauform von Bipolartransistoren – nach der Diffusion nicht entfernt, so dass die weitgehend im Halbleitersubstrat verlaufenden pn-Übergänge auch an der Oberfläche weiterhin durch das Oxid geschützt wurden. Auf diese Weise konnten negative äußere Einflüsse stark reduziert werden, z. B. Verunreinigungen an der Oberfläche, die Leckströme verursachen können. Zudem sind Planartransistoren deutlich unempfindlicher gegenüber mechanischer Belastung, wie Hoerni mit einem Test 1959 demonstrierte.
Der erste Planartransistor war eine planare Diffusionstransistor-Variante des Fairchild 2N696 (eigentlich ein Mesatransistor) im Jahr 1960. Ihm folgte 2N1613, der erste „wahre“ Planartransistor.
Aufgrund der deutlich verbesserten elektrischen Eigenschaften gegenüber anderen Bauformen setzte sich der Planartransistor schnell durch und öffnete auch den Weg zum kommerziellen Einsatz von integrierten Schaltungen (ICs, „Mikrochips“), bei denen komplexe Transistorschaltungen auf einem einkristallinen Substrat (Wafern) gefertigt werden. Statt Bipolartransistoren kommen dabei jedoch hauptsächlich Isolierschicht-Feldeffekttransistor (IGFET) zum Einsatz, deren Hauptvertreter der bekannte Metall-Oxid-Halbleiter-Feldeffekttransistor (MOSFET) ist. Auch diese Transistoren werden in der heute noch üblichen Form als Planartransistor hergestellt, wobei die Dotierung jedoch meist per Ionenimplantation erfolgt. Bei neueren Technologieknoten unterhalb der 20-nm-Technik werden jedoch auch wieder andere Bauformen wie der FinFET genutzt.